# Тершаків
Тершакі́в — село в Україні, в Львівському районі Львівської області. Орган місцевого самоврядування — Комарнівська міська рада. Населення становить 44 особи.

## Історія
Перша історична згадка про село Тершаків датується 1480 роком.
В селі ще на початку ХІХ століття існувала дерев'яна церква, про яку згадується в документах від 1803 року як таку, що грозить заваленням. Наступниця тої церкви була спалена у 1916 році при відступі російських військ. 1918 року громадою села Тершаків та навколишніх сіл розпочато збір коштів на будову нової церкви. 
У 1922 році посвячено наріжний камінь під новий храм. Протягом 1922—1924 років майстром Шубою з села Гонятичі поставлена церква. У 1924 році новозбудований дерев'яний храм було посвячено єпископом Перемишльським на честь Різдва Пресвятої Богородиці. Мешканці с. Грімне подарували Євангелію старослов'янською мовою, 4 хоругви Кирила і Мефодія, царські двері, ліхтар на свічки та 6 образів і хрест-розп'яття; 2 великих образи — «Матір Божа з сином» та «Сина Божого» подарувала вчителька Константина Вільчик з с. Повергів, а її учениці вишили 2 фани.
Церква Різдва Пресвятої Богородиці належала до парохії церкви Обрізання Господнього с. Монастирець, службу правили кожної третьої неділі, крім свят; паску святили в неділю. Першими парохами місцевої церкви були отці Іван та Петро Комарницькі, які правили до 1930 року. Релігію вчили кожної середи, пароха привозили коштом села (отці мешкали у Монастирці). Дякував Знак Григорій та його син Михайло, старостою при церкві був Семен. 1930 року збудовано дзвіницю на три дзвони. Того ж року трагічно загинув о. Іван Комарницький та протягом 1930—1939 років парохами були о. Качмар Василовський, правив ще Лишевський (старости церкви були: Білик Іван, Малик Матвій і Гординський Михайло).
У 1932 році намалювали іконостас та кивот при старостуванні Гординського Михайла, 1938 року урочисто посвячено на річці Дністер Хрест, на честь 950-ліття Хрещення України-Русі, за участю гостей з сусідніх сіл. Церкві до 1939 року належало власне своє поле, сіножаті та ліс.
Після другого приходу радянської влади, у 1946 році було проведено так званий «Львівський собор», рішенням якого була ліквідація Української греко-католицької церкви, а парафії та храми, що їй належали віддано в користування Російській православній церкві. Українська греко-католицька церква пішла у підпілля. В підпіллю відправляли о. Йоан та о. Павло, який загинув за нез'ясованих обставин у Львові. Церква с. Тершаків також 1946 року перейшла до РПЦ, але вже 1960 року була зачинена. 
Відновлення церкви відбулося вже за часів незалежної України, у 1990-х роках стараннями о. Любомира та о. Стефана. Коштом парафіян церкву відмалювали та провели освітлення всередині. До відбудови присвятився Кузь Дмитро (вже покійний), який служив церковним старостою, а до того Ганущак Михайло. У ремонтно-відновлювальних роботах брали участь всі мешканці села. Від того часу церква в користуванні громади УГКЦ.
Село, до якого веде єдина дорога з села Монастирець. Церква розташована на невисокому підвищенні північно-західної околиці Тершакова, в оточенні дерев, менше аніж за 200 метрів від правого берега Дністра. Тризрубна одноверха. Складається з гранчастого вівтаря, до якого з обидвох сторін прилягають ризниці, ширшої нави і вужчого бабинця, до якого по осі прибудований маленький присінок. Він і ризниці розривають піддашшя, що оточує церкву і опирається на випусти вінців зрубів.
Стіни під опасанням з відкритого зрубу, над опасанням — шальовані вертикально дошками. Крім головного входу до присінку існує бічний в південній стіні нави. Її завершує світловий восьмерик, вкритий шоломовою банею, увінчаною ліхтарем і маківкою. На захід від церкви розташована дерев`яна двоярусна дзвіниця, вкрита пірамідальним верхом. На прицерковному подвір'ї збереглися декілька кам`яних хрестів.